# Kazzinc-Torpedo Oust-Kamenogorsk
Pour les articles homonymes, voir Torpedo.
Le Torpedo Öskemen est un club de hockey sur glace d'Öskemen (anciennement Oust-Kamenogorsk), au Kazakhstan.

## Historique
Le club est créé en 1955 sous le nom de Torpedo Oust-Kamenogorsk. En 1987, l'équipe accède à la première division du championnat d'Union soviétique. Reléguée en deuxième division un an plus tard, elle remonte en première division en 1989 et s'y maintient jusqu'en 1996, le championnat d'URSS étant entretemps devenu le championnat de Russie. Depuis 1993, il participe au championnat du Kazakhstan. En 2001, le club est renommé Kazzinc-Torpedo et évolue actuellement en VHL, le second échelon russe.

## Palmarès
- Vainqueur du championnat du Kazakhstan : 1993, 1994, 1995, 1996, 1997, 1998, 2000, 2001, 2002, 2003, 2004, 2005, 2007.
- Vainqueur de la Coupe du Kazakhstan : 2008.

## Saisons après saisons
Note : PJ : parties jouées, V : victoires, VP : victoires en prolongation ou en fusillade, D : défaites, N : matchs nuls, DP : défaite en prolongation, DP : défaite en prolongation ou en fusillade, Pts : Points, BP : buts pour, BC : buts contre.

### Saisons en élite russe
| Saison  | PJ | V  | VP | N | DP | D  | BP  | BC  | Pts | Classement                       | Séries éliminatoires                           |
| ------- | -- | -- | -- | - | -- | -- | --- | --- | --- | -------------------------------- | ---------------------------------------------- |
| 1995-96 | 26 | 9  | -  | 2 | -  | 15 | 66  | 93  | 20  | 9e/14 place de la conférence est | 8e/14 place de la poule de maintien            |
| 1994-95 | 52 | 24 | -  | 4 | -  | 24 | 173 | 171 | 52  | 7e/14 place de la conférence est | Krylia Sovetov 2-0 (huitième de finale)        |
| 1993-94 | 46 | 25 | -  | 1 | -  | 20 | 174 | 153 | 51  | 9e/24 place                      | Déclare forfait                                |
| 1992-93 | 43 | 23 | -  | 2 | -  | 17 | 177 | 146 | 48  | 5e/12 place de la conférence est | SKA Saint-Pétersbourg 2-1 (huitième de finale) |
| 1991-92 | 30 | 16 | -  | 3 | -  | 11 | 114 | 109 | 35  | 5e/16 place                      | 4e/4 de la poule finale A                      |

### Saisons au second échelon russe
| Saison  | PJ | V  | VP | N | DP | D  | BP  | BC  | Pts | Classement                           | Séries éliminatoires                                                       |
| ------- | -- | -- | -- | - | -- | -- | --- | --- | --- | ------------------------------------ | -------------------------------------------------------------------------- |
| 2007-08 | 52 | 29 | 4  | - | 5  | 14 | 169 | 114 | 100 | 3e/14 place de la poule ouest        | Neftianik Leninogorsk 3-1 (huitième-finale) Dizel Penza 3-1 (quart-finale) |
| 2006-07 | 56 | 30 | 0  | 9 | 2  | 15 | 199 | 141 | 101 | 4e/15 place de la poule ouest        | Non autorisé à participer aux séries                                       |
| 2005-06 | 48 | 18 | 3  | 4 | 2  | 21 | 134 | 148 | 66  | 8e/13 place de la poule ouest        | Non autorisé à participer aux séries                                       |
| 2004-05 | 52 | 33 | 1  | 3 | 0  | 15 | 157 | 95  | 104 | 4e/14 place de la poule ouest        | Non autorisé à participer aux séries                                       |
| 2003-04 | 52 | 28 | 3  | 4 | 1  | 16 | 162 | 115 | 95  | 4e/14 place de la poule ouest        | Non autorisé à participer aux séries                                       |
| 2002-03 | 52 | 32 | 1  | 6 | 1  | 12 | 174 | 111 | 105 | 2e/14 place de la poule ouest        | Non autorisé à participer aux séries                                       |
| 2001-02 | 56 | 36 | 2  | 4 | 0  | 14 | 258 | 175 | 116 | 3e/15 place de la poule ouest        | Non autorisé à participer aux séries                                       |
| 1998-99 | 32 | 16 | -  | 7 | -  | 9  | 130 | 95  | 39  | 3e/9 place de la poule est de la FHR | 1er/5 de la poule de classement est                                        |
| 1997-98 | 32 | 15 | -  | 3 | -  | 14 | 117 | 118 | 33  | 4e/9 place de la zone est            | 2e/7 de la poule de finale zone est                                        |
| 1996-97 | 28 | 20 | -  | 1 | -  | 7  | 148 | 77  | 41  | 2e/8 place de la zone est            | Non autorisé à participer à la poule de promotion                          |

### Saisons au troisième échelon russe
| Saison  | PJ | V  | VP | N | DP | D | BP  | BC  | Pts | Classement                                | Séries éliminatoires        |
| ------- | -- | -- | -- | - | -- | - | --- | --- | --- | ----------------------------------------- | --------------------------- |
| 2000-01 | 54 | 45 | 1  | 3 | 0  | 5 | 359 | 160 | 140 | 1er/10 place de la zone Sibérie orientale | Pas de séries éliminatoires |
| 1999-00 | 48 | 43 | 0  | 0 | 1  | 4 | 327 | 99  | 130 | 1er/9 place de la zone Sibérie orientale  | Pas de séries éliminatoires |

### Saisons au Kazakhstan
| Saison  | PJ | V  | VP | N | DP | D | BP  | BC | Pts | Classement                     | Séries éliminatoires        |
| ------- | -- | -- | -- | - | -- | - | --- | -- | --- | ------------------------------ | --------------------------- |
| 2007-08 |    |    |    | - |    |   |     |    |     | ?e/ place                      | 3e/6 de la poule finale     |
| 2006-07 | 24 | 20 | 3  | 0 | 0  | 1 | 145 | 49 | 46  | 1er/7 place                    | Pas de séries éliminatoires |
| 2005-06 | 20 | 13 | 0  | 2 | 0  | 5 | 80  | 47 | 41  | 2e/6 place                     | Pas de séries éliminatoires |
| 2004-05 | 28 | 25 | 0  | 1 | 0  | 2 | 137 | 27 | 76  | 1er/8 place                    | Pas de séries éliminatoires |
| 2003-04 | 24 | 22 | -  | 1 | -  | 1 | 226 | 36 | 45  | 1er/7 place                    | Pas de séries éliminatoires |
| 2002-03 | 24 | 23 | -  | 1 | -  | 0 | 224 | 26 | 37  | 1er/7 place                    | Pas de séries éliminatoires |
| 2000-01 | 24 | 23 | -  | 0 | -  | 1 | 244 | 46 | 46  | 1er/7 place                    | Pas de séries éliminatoires |
| 1999-00 | 6  | 3  | -  | 0 | -  | 0 | 23  | 7  | 6   | 1er/4 place de la poule finale | Pas de séries éliminatoires |
| 1998-99 | 0  | 0  | -  | 0 | -  | 0 | 0   | 0  | 0   | Non classé                     | Ne participe pas            |
| 1997-98 | 6  | 3  | -  | 0 | -  | 0 | 29  | 7  | 6   | 1er/4 place                    | Pas de séries éliminatoires |
| 1996-97 | 8  | 7  | -  | 0 | -  | 1 | 84  | 27 | 14  | 1er/5 place                    | Pas de séries éliminatoires |
| 1995-96 | 6  | 6  | -  | 0 | -  | 0 | 54  | 16 | 12  | 1er/4 place                    | Pas de séries éliminatoires |
| 1994-95 | 12 | 10 | -  | 1 | -  | 1 | 88  | 29 | 21  | 1er/4 place                    | Pas de séries éliminatoires |
| 1993-94 | 12 | 10 | -  | 1 | -  | 1 | 94  | 21 | 21  | 1er/5 place                    | Pas de séries éliminatoires |
| 1992-93 | 9  | 8  | -  | 1 | -  | 0 | 63  | 33 | 17  | 1er/4 place                    | Pas de séries éliminatoires |